# Louie Psihoyos
Louie Psihoyos (Dubuque, 15 de abril de 1957) é um fotógrafo e cineasta greco-americano. Como reconhecimento, venceu, no Oscar 2010, a categoria de Melhor Documentário em Longa-metragem por The Cove e dirigiu os documentários Racing Extinction, Dieta de Gladiadores e You Are What You Eat: A Twin Experiment.
Louie também foi fotógrafo da National Geographic por cerca de 17 anos.

## Biografia
Louie nasceu em 1957 em Dubuque no estado de Iowa nos Estados Unidos. Seu pai foi um imigrante grego que fugia da ocupação comunista no Peloponeso próximo da região de Esparta após a Segunda Guerra Mundial e faleceu quando ele tinha apenas oito anos de idade. Após a morte de seu pai, um primo grego de Louie, que era fotógrafo de casamentos em Chicago, deu a seu irmão uma máquina fotográfica da Kodak. Quando Louie foi levado pelo seu primo até a sala escura e viu a revelação de fotografias, ficou impressionado pelo processo. Na mesma época, ele viu uma revista da National Geographic e assim decidiu que queria ser fotógrafo da empresa. Posteriormente, ele ingressou no curso de fotojornalismo da Universidade do Missouri, um dos mais prestigiosos na área do jornalismo nos Estados Unidos. No ano de 1980, após se formar na faculdade, Louie se tornou o primeiro fotógrafo contratado na National Geographic em mais de 11 anos.
Psihoyos morou em Nova Iorque por dez anos com sua esposa, com quem teve seus filhos Nico e Sam. Após o nascimento deles, a família se mudou para a ilha de Antígua, no Caribe, onde Luie passou a escrever o livro Hunting Dinosaurs (em conjunto com John Knoebber) que descreve suas viagens ao redor do mundo visitando cientistas, museus e sítios arqueológicos para o documentário do National Geographic.
Em 2005, junto com Jim Clark, fundou a Oceanic Preservation Society, a qual ele é o Diretor Executivo. O intuito da sociedade é apresentar ao mundo o declínio da vida nos oceanos, que é base para existência da vida no planeta Terra.

## The Cove
A inspiração para criar o filme The Cove, premiado com o Óscar em 2010, surgiu durante atividades de mergulho com seu amigo e empreendedor Jim Clark. Durante alguns mergulhos eles perceberam que havia menos peixes, pesca ilegal, aumento da poluição e da destruição dos recifes de corais. Assim, juntos eles criaram a ONG Oceanic Preservation Society, a qual foi responsável por distribuir o filme The Cove.
O documentário, além de vencer o Oscar no ano de 2010, estrear no Festival de Sundance e vencer prêmios em diversos festivais, provocou a interrupção da morte dos golfinhos em Taiji (Japão) e colocou o governo japonês em uma posição desconfortável.

## Filmografia
- The Cove (2009) - Diretor
- Chasing Ice (2012) - Ator
- Minds in the Water (2013) - Ator
- Dinosaur 13 (2014) - Ator
- Racing Extinction (2015) - Diretor
- Dieta de Gladiadores (2018) - Diretor
- Mission: Joy — Finding Happiness in Troubled Times (2022) - Codiretor e produtor executivo [8]
- You Are What You Eat: A Twin Experiment (2024) - Diretor [9]

## Premiações

### The Cove
| Ano  | Premiação                                            | Categoria                                                    | Referência |
| ---- | ---------------------------------------------------- | ------------------------------------------------------------ | ---------- |
| 2010 | Óscar                                                | Melhor documentário de longa metragem                        | [ 10 ]     |
| 2010 | Prêmio Sindicato dos Diretores da América            | Outstanding Directorial Achievement in Documentary           | [ 11 ]     |
| 2010 | Santa Barbara International Film Festival            | David Attenborough Award for Excellence in Nature Filmmaking | [ 12 ]     |
| 2010 | Cinema Eye Honors Awards                             | Outstanding Feature                                          | [ 13 ]     |
| 2009 | Associação de Críticos de Cinema de Los Angeles      | Best Documentary/Non-Fiction Film                            | [ 14 ]     |
| 2009 | Sundance Film Festival                               | Audience Award                                               | [ 15 ]     |
| 2009 | Nantucket Film Festival                              | Notable Films                                                | [ 16 ]     |
| 2009 | Newport Beach Film Festival                          | Audience Award                                               | [ 17 ]     |
| 2009 | Seattle International Film Festival                  | Golden Space Needle Award                                    | [ 18 ]     |
| 2009 | Django Unchained                                     | Silver Audience Award                                        | [ 19 ]     |
| 2009 | Sydney Film Festival                                 | Audience Award                                               | [ 20 ]     |
| 2009 | Hot Docs Canadian International Documentary Festival | Audience Award                                               | [ 21 ]     |
| 2009 | Silverdocs Documentary Festival                      | Audience Award                                               | [ 22 ]     |
| 2009 | Rome Film Fest                                       | IKEA Award                                                   | [ 23 ]     |
| 2009 | Alliance of Women Film Journalists Awards            | Best Documentary                                             | [ 24 ]     |

### Racing Extinction: Vida em Extinção
| Ano  | Premiação (ou Nomeação)                | Categoria                                          | Referência |
| ---- | -------------------------------------- | -------------------------------------------------- | ---------- |
| 2016 | Óscar (Nomeação)                       | Oscar de melhor canção original (música Manta Ray) | [ 25 ]     |
| 2016 | Emmy Award (Nomeação)                  | Exceptional Merit in Documentary Filmmaking        | [ 25 ]     |
| 2016 | Thessaloniki Documentary Film Festival | WWF Award                                          | [ 26 ]     |
| 2016 | Cinema for Peace Awards                | International Green Film Award                     | [ 25 ]     |
| 2016 | Millennium Docs Against Gravity        | Audience Award                                     | [ 27 ]     |
| 2015 | Boulder International Film Festival    | Catalyst Award                                     | [ 25 ]     |

### Mission: Joy - Finding Happiness in Troubled Times
| Ano  | Premiação                                 | Categoria                                                    | Referência |
| ---- | ----------------------------------------- | ------------------------------------------------------------ | ---------- |
| 2022 | Cleveland International Film Festival     | Ad Hoc Docs Competition                                      | [ 28 ]     |
| 2022 | Palm Springs International Film Festival  | Local Jury Award - Honorable Mention                         | [ 29 ]     |
| 2010 | Santa Barbara International Film Festival | David Attenborough Award for Excellence in Nature Filmmaking | [ 30 ]     |